# Йефет бен Али
Йе́фет бен Али́ ха-Леви (Галеви) (ивр. יפת בן עלי הלוי‎, Йафис ибн Али аль-Лави аль-Басри араб. يافث بن علي اللاوي البصري‎; ?, Басра — 980, Иерусалим) — караимский поэт, экзегет, комментатор и переводчик Библии на арабский язык.

## Биография
Родился в X веке в городе Басра (современный Ирак) в семье караимского комментатора Библии Али ха-Леви бен аль-Хасана.
В 950 году переехал в Иерусалим, где и умер в 980 году.

## Деятельность
Писал в основном на еврейско-иракском диалекте арабского языка. Его буквальный перевод и комментарии ко всем книгам Библии, сохранившиеся в рукописях, занимают десятки томов, лишь малая часть которых издана. Труды Йефета бен Али получили немедленное признание среди караимских ученых того времени и оказали определяющее влияние на последующую караимскую традицию. Учёный получил у единоверцев почетное прозвище Маскиль ха-Гола (ивр. משכיל הגולה‎ — «Просветитель Диаспоры»).
Работы Йефета бен Али оказали заметное влияние не только на караимов, но и на раввинистов. Так, например, знаменитый средневековый еврейский философ-раввинист Авраам ибн Эзра цитирует Йефета бен Али 42 раза в своих комментариях.
Благодаря его сочинениям до нашего времени дошло много информации о ранних стадиях формирования караимской учёности.
В своих работах Йефет бен Али полемизировал с учениями современных ему сект иудаизма, а также с христианством и исламом (его отношение к исламу было особенно враждебным).